# Life (album Sigmy)
Life – debiutancki album brytyjskiego duetu drum-and-bassowego Sigma. Został wydany 4 grudnia 2015 przez 3Beat Records. W Polsce premiera odbyła się 29 stycznia 2016.

## Lista utworów

### Wersja standardowa
1. Redemption (with Diztortion feat. Jacob Banks)
2. Changing (feat. Paloma Faith)
3. Running
4. Coming Home (with Rita Ora)
5. Nobody to Love
6. Broken Promises (feat. Maverick Sabre)
7. Stay
8. Glitterball (feat. Ella Henderson)
9. Higher (feat. Labrinth)
10. Lost Away (feat. Shakka)
11. Good Times (with Ella Eyre)
12. Feels Like Home (feat. Ina Wroldsen)
13. Coming Home (with Rita Ora) [Acoustic Version]